# Hans Mauritzson
Hans Arvid Mauritzson, född 8 maj 1930 i Malmö, död 11 december 2002 i Njurunda församling, Västernorrlands län, var en svensk arkitekt.
Mauritzson, som var son till postmästare Arvid Mauritzson och Elna Strömberg, avlade studentexamen i Sundsvall 1949 och utexaminerades från Kungliga Tekniska högskolan 1955. Han anställdes vid ett privat arkitektkontor 1955, var stadsplanearkitekt i Medelpad 1957–1959 och bedrev därefter egen arkitektverksamhet. Han var verkställande direktör och innehavare av AB Arkitekterna CM i Sundsvall, i vilket bolag även Erik Vagn Christensen ingick. Mauritzson utförde bland annat skolor, affärs-, kontors- och industribyggnader, bostads- och fritidshus samt stads- och byggnadsplaner.